# باشگاه فوتبال بیرمنگام سیتی
باشگاه فوتبال بیرمنگام سیتی (به انگلیسی: .Birmingham City F.C) یک باشگاه حرفه‌ای فوتبال در شهر بیرمنگام انگلستان است که در سال ۱۸۷۵ تأسیس شد.
این باشگاه کار خود را با نام اسمال هیت شروع کرد. آن‌ها دو بار به فینال جام حذفی صعود کردند و هر دو بار مغلوب شدند.
ورزشگاه باشگاه بیرمنگام سیتی سنت اندروز نام دارد.
رقیب سنتی این تیم باشگاه فوتبال استون ویلا است. این باشگاه اکنون در لیگ یک فوتبال انگلستان  بازی می‌کند.